# 邵家輝
邵家輝，BBS，JP（1970年4月22日—），香港政治人物，現為立法會議員（批發及零售界）、自由黨主席、前東區區議會寶馬山選區民選區議員。

## 背景
邵家輝父母經營家族建材生意。他曾就讀蘇浙公學。中學畢業後，邵家輝負笈新西蘭，並於奧克蘭大學修讀統計學和商業管理學士學位。畢業後在當地一間大企業工作了一年，及後回到香港後與家人一同經營建築化工材料公司，同時參與義務工作發展局的義務工作。邵家輝於2000年代初參與更多社會事務，包括出選區議員。更於2006年加入自由黨，在2008至2019年間擔任寶馬山區議員。他自2016年以批發及零售界功能界別代表的身份進入香港立法會議事廳，並於2021年立法會換屆選舉成功連任。
邵家輝是香港建制派的一員，支持訂立《香港國安法》及警方止暴制亂，平息2019年「黑暴」，使社會撥亂反正，並支持完善選舉制度及基本法23條立法，以維護國家安全，保障香港長期繁榮穩定。

## 選舉經歷
2003年香港區議會選舉時，以獨立身份在九龍城區馬頭角參選，最後其僅差85票，未能當選。2007年香港區議會選舉時，得到自由黨支持，在寶馬山選區擊敗公民黨老元浩。
2011年香港區議會選舉時，沒有競選對手，自動連任。
根據香港《立法會條例》規定參加立法會地方直選的候選人不能有外國居留權。因此邵家輝放棄紐西蘭國籍參加立法會港島直選。2012年香港立法會選舉時，邵家輝排在自由黨劉健儀港島區名單第二位，最終劉健儀落敗。
2014年，邵家輝成為自由黨副主席。
2015年香港區議會選舉，邵自動連任。
2016年香港立法會選舉，邵在批發及零售界，以2,290票，擊敗民主黨區諾軒當選立法會議員。
2019年香港區議會選舉，邵為專注立法會議員的工作，決定放棄連任區議員，並由黨友阮建中成功接棒。
2021年香港第七屆立法會選舉，邵在批發及零售界，以1,116票擊敗對手林至頴，成功連任。

## 外部連結
- 邵家輝的Facebook專頁 （页面存档备份，存于）
- 邵家輝議員, JP - 香港特別行政區立法會 （页面存档备份，存于）

| 前任： 陳炳煥 | 東區區議員（寶馬山） 2008年—2019年 | 繼任： 阮建中 |